# Wolfgang Aly
Wolfgang Aly, (12 août 1881 - 3 septembre 1962 à Phaistos), également connu sous le nom Wolf Aly, est un philologue classique allemand.

## Vie
Wolfgang Aly naît le 12 août 1881, fils de Gottfried Friedrich Aly (de). Il étudie à partir de 1899 aux universités de Magdebourg et de Bonn, où il soutient une thèse en 1904 intitulée De Aeschyli copia verborum. Il voyage en Crète en 1905, avant d’être nommé assistant à Fribourg-en-Brisgau cette même année. Une fois habilité en 1908, il obtient un contrat pour un cours d'introduction aux sources du droit romain, destiné à de futurs juristes. Nommé professor extraordinarius en 1914, sous l'impulsion d’Eduard Schwartz et de Richard August Reitzenstein, il n'obtient un poste de professor ordinarius qu’en 1928, en succession de Hermann Ammann (de).
Il est le premier membre du NSDAP issu de l’université de Fribourg, dès le 1er décembre 1931 ; il plaide en faveur de l’accession de son coreligionnaire Martin Heidegger au poste de recteur de l’université.
Il meurt le 3 septembre 1962 à Phaistos, en Crète.

## Travaux
- Der kretische Apollonkult: Vorstudie zu einer Analyse der kretischen Götterkulte, Leipzig, Dieterich, 1908, 58 p.
- Volksmärchen, Sage und Novelle bei Herodot und seinen Zeitgenossen. Eine Untersuchung über die volkstümlichen Elemente der altgriechischen Prosaerzählung, Göttingen, Vandenhoeck & Ruprecht, Göttingen, 1921 (2e édition 1962), 313 p.
- Titus Livius, Francfort, Moritz Diesterweg, coll. « Auf dem Wege zum Nationalpolitische Gymnasium », 1938, 51 p.
- Édition commentée de la Théogonie d’Hésiode.
- Literarische Stücke, Heidelberg, Carl Winter, 1914.
- Denkschrift über die Batschka und das südliche Banat, Berlin, Verein f. d. Deutschtum im Auslande, 1924.
- Geschichte der griechischen Literatur, Bielefeld, Velhagen & Klasing, 1925.
- Der Strabon-Palimpsest, Heidelberg, Carl Winter, 1928.
- Formprobleme der frühen griechischen Prosa, Leipzig, Dieterichsche Verlh., 1929.
- Neue Beiträge zur Strabon-Überlieferung, Heidelberg, Carl-Winter, 1931.
- Livius und Ennius, Leipzig, Teubner, 1936.
- Homer, Francfort, Diesterweg, 1937.
- Index verborum Strabonianus, Bonn, Habelt, 1983.